# Macrosmia
Macrosmia is een monotypisch geslacht van straalvinnige vissen uit de familie van rattenstaarten (Macrouridae).

## Soort
- Macrosmia phalacra Merrett, Sazonov & Shcherbachev, 1983